# Sunao ni Narenakute
Sunao ni Narenakute (素直になれなくて) é uma série de televisão japonesa produzida e exibida pela Fuji Television em 2010.

## Enredo
Esta é uma história sobre a amizade florescimento de cinco jovens que estavam reunidos por Twitter, e sua jornada para encontrar honestidade uns com os outros e consigo mesmo.

## Elenco
- Eita Nagayama como Nakajima Keisuke/"Nakaji"
- Ueno Juri como Mizuno Tsukiko/"Haru"
- Megumi Seki como Nishimura Hikaru/"Peach"
- Tetsuji Tamayama como Ichihara Kaoru/"Linda"
- Kim Jaejoong como Park Seonsu/"Doctor"
- Kinami Haruka como Park Minha
- Nakamura Yuichi como Mizuno Shu
- Sakamoto Shougo como Matsujima Kenta
- Ryusei Ryo como Takahashi Masafumi
- Aizawa Rina como Maeda Yuki
- Watanabe Eri como Okuda Mariko
- Yajima Kenichi como Yamamoto Tomohiko
- Tanaka Tetsushi como Minehara Takashi
- Tonesaku Toshihide como Shiraishi Takafumi
- Asaka Mayumi como Ichihara Misako
- Igawa Haruka como Yamamoto Kiriko
- Fubuki Jun como Mizuno Sachiko

## Classificações
| Data de transmissão | N º de episódio | Classificação (Região de Kanto) |
| ------------------- | --------------- | ------------------------------- |
| 04-15-2010          | 1               | 11.9%                           |
| 04-22-2010          | 2               | 13.2%                           |
| 04-29-2010          | 3               | 10.8%                           |
| 05-06-2010          | 4               | 10.3%                           |
| 05-13-2010          | 5               | 10.9%                           |
| 05-20-2010          | 6               | 11.6%                           |
| 05-27-2010          | 7               | 11.6%                           |
| 06-03-2010          | 8               | 11.8%                           |
| 06-10-2010          | 9               | 10.4%                           |
| 06-17-2010          | 10              | 9.9%                            |
| 06-24-2010          | 11              | 10.8%                           |
| Média               | Média           | 11.2%                           |

Fonte: Video Research, Ltd.